# Едмунд Внук-Липинський
Е́дмунд Внук-Липи́нський (пол. Edmund Wnuk-Lipiński; * 4 травня 1944, Суха — † 4 січня 2015, Варшава) — польський соціолог, письменник, що спеціалізувався в галузі фантастики.

## Біографічні дані
1966 року Едмунд Внук-Липинський закінчив філософсько-суспільний факультет Варшавського університету. Здобув науковий ступінь доктора наук, а згодом — ступінь габілітованого доктора в галузі соціології. У 1992 році став професором гуманітарних наук. Внук-Липинський спеціалізувався в соціології політики.
Він став засновником та першим директором Інституту політичних досліджень Польської академії наук. Внук-Липинський читав лекції в Інституті гуманітарних наук у Відні, в Університеті Нотр-Дам, у вищих навчальних закладах Канади, Норвегії, Франції (Національний центр наукових досліджень — Centre national de la recherche scientifique), Болгарії та Німеччини (Берлінський науковий колегіум — Wissenschaftskolleg). Був стипендіатом Віденського інституту гуманітарних наук (Institut für Die Wissenschaften vom Menschen), належав до численних міжнародних соціологічних товариств.
Внук-Липинський був завідувач кафедри соціології вищого навчального закладу Collegium Civitas у Варшаві. У 2006—2012 роках виконував обов'язки ректора цього університету. Також був членом патронатної ради Ягеллонського інституту.
Він був радником у галузі соціальної політики у профспілці «Солідарність», брав участь у дискусіях Круглого стола від імені демократичної опозиції. З 1989 по 1991 керував групою наукових радників у Громадянському парламентському клубі. З 2008 року Внук-Липинський належав до Ради в галузі освіти і досліджень при президентові Польщі. У 2010 році Внук-Липинський був членом комітету підтримки Броніслава Коморовського на позачергових президентських виборах у Польщі.
5 жовтня 2011 року президент Польщі Броніслав Коморовський удостоїв Едмунда Внука-Липинського звання Командора Ордена Відродження Польщі «за видатні досягнення в науково-дослідній, освітній і соціальній діяльності, за популяризацію науки в Польщі та в усьому світі».
Едмунд Внук-Липинський помер 4 січня 2015 року після важкої хвороби у Варшаві. Прощання відбулося 9 січня в церкві святої Анни, а поховали Внука-Липинського на Вавжишевському цвинтарі.

## Літературна творчість
Як письменник Едмунд Внук-Липинський спеціалізувався в жанрі соціологічної фантастики, описуючи ставлення людей з різних соціальних верств до панування тоталітарної держави. Поряд із Янушем Зайделем був основоположником цієї течії в польській науковій фантастиці.
Внук-Липинський дебютував 1968 року оповіданням «Кшись» («Krzyś»), надрукованим у журналі «Горизонти техніки». Згодом опублікував збірку оповідань «Пророцтво» («Przepowiednia») у виданні «Polska nowela fantastyczna», том 6, 1986.
Він опублікував також трилогію «Апостезіон» («Apostezjon»), що складається з книжок «Вир пам'яті» («Wir pamięci», 1979), «Напіврозпад» («Rozpad połowiczny», 1988) та «Засновницьке вбивство» («Mord założycielski», 1989). 2000 року видавництво «SuperNOWA» випустило у світ єдине повне видання цього циклу (з поновленням тексту, який спочатку був вилучений внаслідок цензурного втручання).
У 1988 році письменника нагородили премією імені Януша Зайделя за «Напіврозпад» і премією «Шльонкфа».
Оповідання Внука-Липинського «Діалог через річку» («Dialog przez rzekę») (1985) перекладено угорською мовою: «Párbeszéd a folyón át» (1986).

## Публікації в галузі соціології
- Praca i wypoczynek w budżecie czasu, Zakład Narodowy im. Ossolińskich, Gdańsk 1972
- Metody badania czasu wolnego a socjologiczna interpretacja materiału empirycznego. Referat, Komitet Statystyki i Ekonometrii PAN, Gdańsk 1973
- Czas wolny. Współczesność i perspektywy, Instytut Wydawniczy CRZZ, Warszawa 1975
- Problematyka kształtowania się potrzeb czytelniczych, Instytut Książki i Czytelnictwa BN, Warszawa 1975
- Rozumienie kultury. Szkice socjologiczne, Instytut Wydawniczy CRZZ, Warszawa 1979
- Budżet — struktura społeczna — polityka społeczna, Zakład Narodowy im. Ossolińskich, Wrocław 1981
- Rozpad połowiczny. Szkice z socjologii transformacji ustrojowej, Instytut Studiów Politycznych PAN, Warszawa 1991
- Demokratyczna rekonstrukcja. Z socjologii radykalnej zmiany ustrojowej, Wydawnictwo Naukowe PWN, Warszawa 1996
- Granice wolności. Pamiętnik polskiej transformacji, Scholar, Warszawa 2003
- Świat międzyepoki, Znak, Kraków 2004
- Socjologia życia publicznego, Scholar, Warszawa 2005

## Ушанування
- Іменем Внука-Липинського названо Інститут соціології — складову частину варшавського вишу «Collegium Civitas»[14].